# Clementine d’Orléans

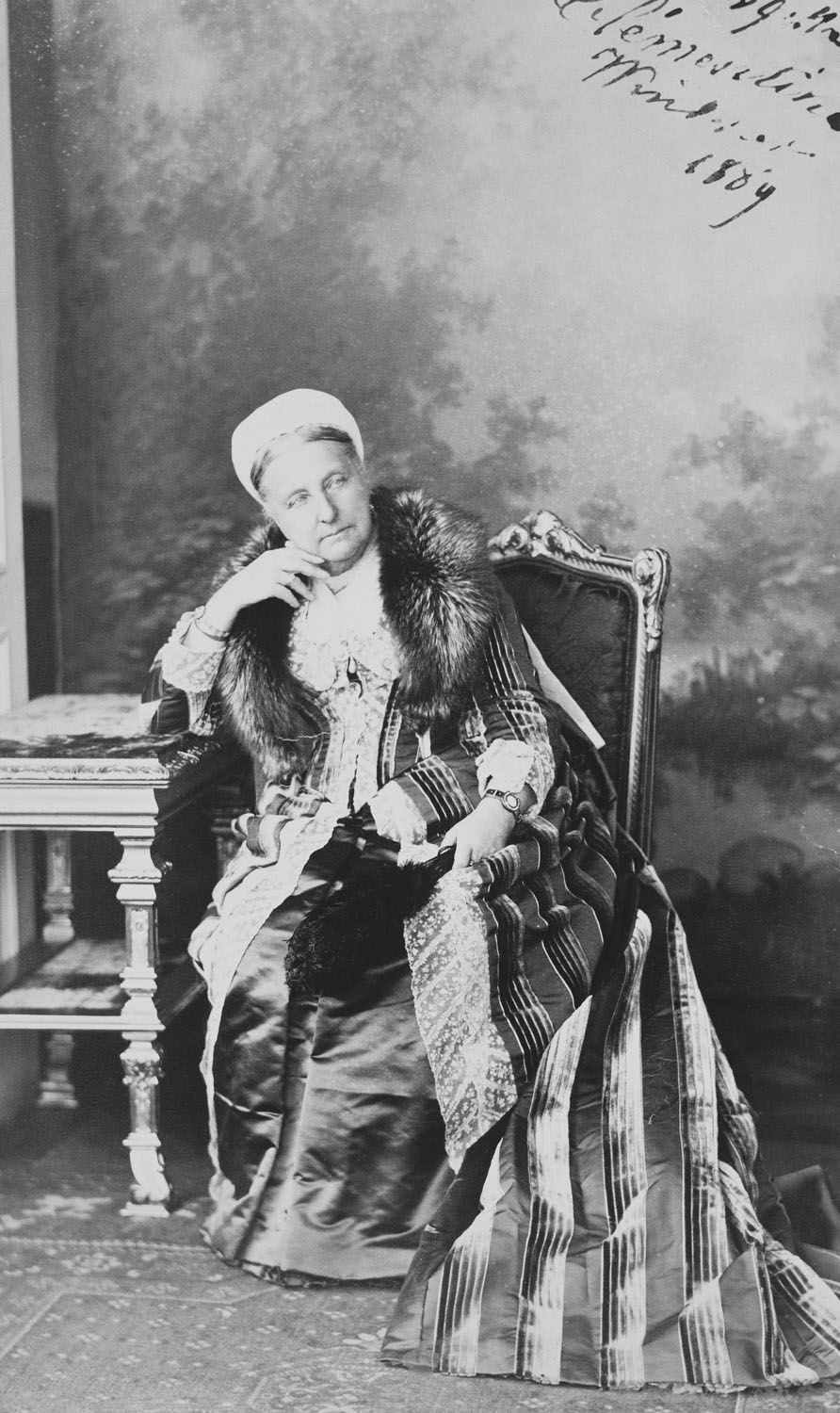
Clémentine d´Orléans, um 1890

Marie Clémentine Léopoldine Caroline Clotilde d’Orléans (* 3. Juni 1817 in Neuilly-sur-Seine; † 16. Februar 1907 in Wien) war eine Prinzessin von Frankreich.

## Frühes Leben
Clementine wurde am 3. Juni 1817, als Tochter von Louis Philippe I. d’Orléans, dem König der Franzosen, und Maria Amalia von Bourbon, im Schloss von Neuilly-sur-Seine geboren. Nachdem ihr Vater 1830 König geworden war, wurde ihr der Titel Prinzessin von Orléans zugesprochen.
Clementine erhielt Geschichtsunterricht von Jules Michelet, der die Französische Revolution glorifizierte.

## Heirat
Sie heiratete den Herzog von Sachsen-Coburg-Koháry August, Bruder des portugiesischen Königs Ferdinand II., am 20. April 1843 auf Schloss Saint-Cloud. Das Paar lebte im Wiener Palais Coburg.

## Der Thron von Bulgarien
Clementine war bewusst, dass sie selbst niemals Königin werden würde. Deswegen brachte sie ihre Kinder in einflussreichen Positionen unter. Sie stellte sicher, dass ihr Lieblingssohn, Ferdinand, mehrere Sprachen flüssig sprechen konnte. Er selbst entwickelte ein Interesse für die Wissenschaft sowie für die Natur. Nach dem Putsch von 1886 lobbyierte sie aktiv für die Einsetzung von Ferdinand als Fürst von Bulgarien.

## Clementine in Bulgarien
Clementine folgte ihrem Sohn nach Bulgarien, wo sie, ähnlich der Queen Mum, als Mutter des Regenten mit "Fürst Mutter" bezeichnet wurde. Sie machte sich beim Volk beliebt, indem sie ihren Reichtum zum Nutzen des Landes einsetzte. So spendete sie zum Beispiel vier Millionen Franc, um Bulgarien den Anschluss an das europäische Eisenbahnnetz zu ermöglichen.

## Tod
Clementine starb am 16. Februar 1907 im Alter von 89 Jahren. Sie ist in der Koháry-Gruft der katholischen Pfarrkirche St. Augustin in Coburg, neben ihrem Mann begraben.

## Nachkommen
- Philipp (1844–1921); ⚭ Louise von Belgien (1858–1924)
- Ludwig August (1845–1907); ⚭ Leopoldina von Brasilien (1847–1871)
- Clotilde (1846–1927); ⚭ Erzherzog Joseph Karl Ludwig von Österreich (1833–1905)
- Amalie (1848–1894); ⚭ Max Emanuel in Bayern
- Ferdinand I. (1861–1948), Zar von Bulgarien

## Belege
1. ↑  Mit einer am 13. August 1830 unterzeichneten Verordnung legte der französische König Louis Philippe I. fest, wie seine Kinder und seine Schwester weiterhin den Namen und das Wappen von Orléans tragen sollten:
Ordonnance du roi qui détermine les noms et titres des princes et princesses de la famille royale.
LOUIS PHILIPPE ROI DES FRANÇAIS, à tous présens et à venir, salut.
Notre avènement à la couronne ayant rendu nécessaire de déterminer les noms et les titres que devaient porter à l'avenir les princes et princesses nos enfans, ainsi que notre bien-aimée sœur,
Nous avons ordonné et ordonnons ce qui suit :
Les princes et princesses nos bien-aimés enfans, ainsi que notre bien-aimée sœur, continueront à porter le nom et les armes d'Orléans. 
Notre bien-aimé fils aîné, le duc de Chartres, portera, comme prince royal, le titre de duc d'Orléans.
Nos bien-aimés fils puînés conserveront les titres qu'ils ont portés jusqu'à ce jour.
Nos bien-aimées filles et notre bien-aimée sœur ne porteront d'autre titre que celui de princesses d'Orléans, en se distinguant entre elles par leurs prénoms.
Il sera fait, en conséquence, sur les registres de l'état civil de la Maison royale, dans les archives de la Chambre des Pairs, toutes les rectifications qui résultent des dispositions ci-dessus [...]
2. ↑  Mansel, S.: Paris Between Empires. Phoenix, London 2001, ISBN 1-84212-656-3, S. 311.
3. ↑  Palais Coburg. In: burgen-austria.com. Private Website von Martin Hammerl
4. ↑  
Ilchev, I., Kolev, V. & Yanchev, V.: Bulgarian parliament and Bulgarian statehood. St. Kliment Ohridski University Press, 2005, ISBN 954-07-2197-0, S. 55.
5. ↑  
Constant, S.: Foxy Ferdinand, 1861–1948, Tsar of Bulgaria. Sidgwick and Jackson, London 1979, ISBN 0-283-98515-1, S. 41–43, 54.
6. ↑  Constant, S.: Foxy Ferdinand, 1861–1948, Tsar of Bulgaria. Sidgwick and Jackson, London 1979, ISBN 0-283-98515-1, S. 107–108.

| Personendaten    | Personendaten                                           |
| ---------------- | ------------------------------------------------------- |
| NAME             | Clementine d’Orléans                                    |
| ALTERNATIVNAMEN  | Marie Clémentine Léopoldine Caroline Clotilde d’Orléans |
| KURZBESCHREIBUNG | Prinzessin von Frankreich                               |
| GEBURTSDATUM     | 3. Juni 1817                                            |
| GEBURTSORT       | Neuilly-sur-Seine                                       |
| STERBEDATUM      | 16. Februar 1907                                        |
| STERBEORT        | Wien                                                    |